# Antonina Seredina
Antonina Aleksandrovna Seredina (in russo Антонина Александровна Середина?; 23 dicembre 1929 – Mosca, 2 settembre 2016) è stata una canoista sovietica, dal 1991 russa.

## Palmarès

### Olimpiadi
- 3 medaglie:
  - 2 ori (Roma 1960 nel K1 500 metri; Roma 1960 nel K2 500 metri)
  - 1 bronzo (Città del Messico 1968 nel K2 500 metri)

### Mondiali
- 5 medaglie:
  - 2 ori (Jajce 1963 nel K4 500 metri; Berlino Est 1966 nel K4 500 metri)
  - 3 argenti (Praga 1958 nel K1 500 metri; Praga 1958 nel K2 500 metri; Berlino Est 1966 nel K2 500 metri)